# Eric Lively
Eric Lawrence Lively Brown (n. 31 de julio de 1981), más conocido como Eric Lively, es un actor estadounidense que ha interpretado a Andy Evans en Speak.

## Primeros años
Eric Lawrence Lively nació en Atlanta, Georgia. Tiene una hermana, la actriz Blake Lively, y como medio-hermanas a las también actrices Lori y Robyn Lively, junto a un medio-hermano mayor, Jason Lively, quien tuvo el papel de Rusty en National Lampoon's European Vacation. Es el hijo de Ernie Lively (nacido Ernest Wilson Brown, Jr.) y la cazatalentos Elaine Lively (nacida McAlpin). Toda su familia está relacionada con la industria del cine.

## Carrera
Su primer papel cinematográfico fue cuando aún era un bebé en Brainstorm. Después de graduarse, Lively se mudó a Nueva York para estudiar fotografía, que era su gran pasión. Estudió fotografía en Parsons The New School for Design en Nueva York.
Hizo un cameo en Full House a la edad 13 años, donde interpretaba al primer novio de Stephanie Tanner. Tuvo un papel en American Pie (1999). En la serie So Weird, hizo de Carey Bell desde 2000 a 2001. Aprendió a tocar la guitarra para encarnar a su personaje en la serie. Lively fue parte del reparto de la serie Norm Macdonald y A Minute With Stan Hooper. En 2004 actuó en la película Speak con Kristen Stewart. En 2005 le fueron ofrecidos dos papeles diferentes, uno en la serie 24 y otro en The L Word. Prefirió la segunda opción. Eligió un personaje recurrente en The L Word antes de un papel relevante en 24 porque creía que el tema era más importante. Fue parte del reparto de la serie Modern Men desde marzo hasta mayo de 2006. Fue el personaje principal en The Butterfly Effect 2 en 2006.
Lively interpretó al hijo del presidente, Roger Taylor, en 24: Redemption, una película de televisión secuela de 24.
Lively apareció en un videoclip de la cantante Pink como su novio en 2009. En 2012, tuvo un papel en la serie The Client List.

## Filmografía

### Cine
| Año  | Título                 | Personaje              | Notas           |
| ---- | ---------------------- | ---------------------- | --------------- |
| 1983 | Brainstorm             | Bebe                   | No acreditado   |
| 1998 | Sandman                | Bobby Doll             |                 |
| 1999 | American Pie           | Albert                 |                 |
| 2004 | Speak                  | Andy Evans             |                 |
| 2006 | The Breed              | Matt                   |                 |
| 2006 | The Butterfly Effect 2 | Nicholas "Nick" Larson | Directo-a-vídeo |
| 2007 | Live!                  | Brad                   |                 |
| 2007 | Sex and Breakfast      | Charlie                |                 |
| 2008 | Deep Winter            | Tyler Crowe            |                 |
| 2013 | A Madea Christmas      | Conner                 |                 |
| 2014 | BFFs                   | Tom                    |                 |

### Televisión
| Año       | Título                       | Personaje          | Notas                                                   |
| --------- | ---------------------------- | ------------------ | ------------------------------------------------------- |
| 1994      | Full House                   | Jamie              | Episodio: "Is It True About Stephanie?"                 |
| 1994      | Armed and Innocent           | Sammy              | Película de televisión                                  |
| 1999–2001 | So Weird                     | Carey Bell         | Personaje principal (T 2-3). 48 Episodios               |
| 2001      | A Mother's Fight for Justice | Andrew Stone       | Película de televisión                                  |
| 2001      | Uprising                     | Arie Wilner        | Película de televisión                                  |
| 2002      | The Pact                     | Christopher Harte  | Película de televisión                                  |
| 2003–2004 | A Minute with Stan Hooper    | Ryan Hawkins       | Personaje principal.13 Episodios                        |
| 2005      | The L Word                   | Mark Wayland       | Personaje principal (T 2). 10 Episodios                 |
| 2006      | Modern Men                   | Doug Reynolds      | Personaje principal. 7 Episodios                        |
| 2007      | The Nine                     | Paul               | Episodio: "Man of the Year"                             |
| 2008      | 24: Redemption               | Roger Taylor       | Película de televisión                                  |
| 2009      | 24                           | Roger Taylor       | No acreditado. Episodio: "Day 7: 7:00 a.m. – 8:00 a.m." |
| 2010      | Covert Affairs               | Conrad Sheehan III | Episodio: "Pilot"                                       |
| 2012      | The Client List              | Derek West         | Episodio: "Games People Play"                           |

### Vídeos musicales
| Año  | Título                | Artista     |
| ---- | --------------------- | ----------- |
| 1999 | Walk Me Home          | Mandy Moore |
| 2008 | Please Don't Leave Me | Pink        |